# Função semicomputável

Na teoria da computabilidade, uma função semicomputável é uma função parcial {\displaystyle f:\mathbb {Q} \rightarrow \mathbb {R} } que pode ser aproximada tanto por cima quanto por baixo através de uma função computável.

Mais precisamente, uma função parcial {\displaystyle f:\mathbb {Q} \rightarrow \mathbb {R} } é superiomente semicomputável, significando que ela pode ser aproximada por cima, se existe uma função computável {\displaystyle \phi (x,k):\mathbb {Q} \times \mathbb {N} \rightarrow \mathbb {Q} }, onde {\displaystyle x} é parámetro desejado para {\displaystyle f(x)} e {\displaystyle k} é o nível de aproximação, de modo que:
- {\displaystyle \lim _{k\rightarrow \infty }\phi (x,k)=f(x)}
- {\displaystyle \forall k\in \mathbb {N} :\phi (x,k+1)\leq \phi (x,k)}

Analogamente, uma função parcial {\displaystyle f:\mathbb {Q} \rightarrow \mathbb {R} } é inferiormente semicomputável se e somente se {\displaystyle -f(x)} é superiomente semicomputável ou equivalentemente, se existe uma função computável {\displaystyle \phi (x,k)} de modo que:
- {\displaystyle \lim _{k\rightarrow \infty }\phi (x,k)=f(x)}
- {\displaystyle \forall k\in \mathbb {N} :\phi (x,k+1)\geq \phi (x,k)}

Se uma função parcial for superior e inferiormente semicomputável, então ela passará a ser chamada de uma função computável.